# Arabis alanyensis
Arabis alanyensis là một loài thực vật có hoa trong họ Cải. Loài này được H.Duman mô tả khoa học đầu tiên vào năm 2001.